# Władysław Krzyżanowski (aktor)
Władysław Krzyżanowski (ur. ok. 1836 działał do 1881) – polski aktor i przedsiębiorca teatralny, reżyser, dyrektor teatrów prowincjonalnych.

## Kariera aktorska
Debiutował w 1858 r. w zespole Juliusza Pfeiffera w Łodzi. Następnie występował również w Łodzi, w zespole Fryderyka Sellina (1864), oraz w zespołach teatrów prowincjonalnych: Kontantego Sulikowskiego (1865-1866), Feliksa Leona Stobińskiego (1866, 1870-1871), Konstantego Łobojki (1866), Anastazego Trapszy (1866-1867), Aleksandra Carmantranda (1868-1869), Henryka Modzelewskiego (1869), Lucjana Ortyńskiego (1869), Jana Chrzciciela Okońskiego (1869), Józefa Gaweckiego (1872), Władysława Dębskiego (1873, 1875), Ignacego Kalicińskiego (1873), Aleksandra Bucholtza (1874), Józefa Cybulskiego (1875), Czesława Teofila Janowskiego (1875), a także w warszawskich teatrach ogródkowych: „Cassino” i „Antokol”. W 1873 r. występował w teatrze krakowskim. Był ceniony jako aktor charakterystyczny. Wystąpił m.in. w rolach: Walentego (Polowanie na męża), Szambelana, (Okrężne), Brzydkiewicza (Żydzi) i Doży (Kupiec wenecki).

## Zarządzanie zespołami teatralnymi
Od 1876 r. prowadził ruchliwy zespół teatralny, wraz z którym występował w Łowiczu, Opocznie, Sandomierzu, Kielcach, Jędrzejowie, Pińczowie, Suchedniowie, Wodzisławiu, Miechowie, Pniewie, Janowie, Lubartowie, Zamościu, Biłgoraju, Krzeszowie, Radzyniu, Białej, Kozłówce, Łukowie, Międzyrzecu i w Warszawie (w teatrze ogródkowym „Zielony Antokol”). Zespół działał do 1881 r.

## Życie prywatne
Był dwukrotnie żonaty: z Wiktorią z Kestnerów oraz z Joanną z Wolmarów. Obie jego żony były aktorkami teatralnymi.